# Natchitoches

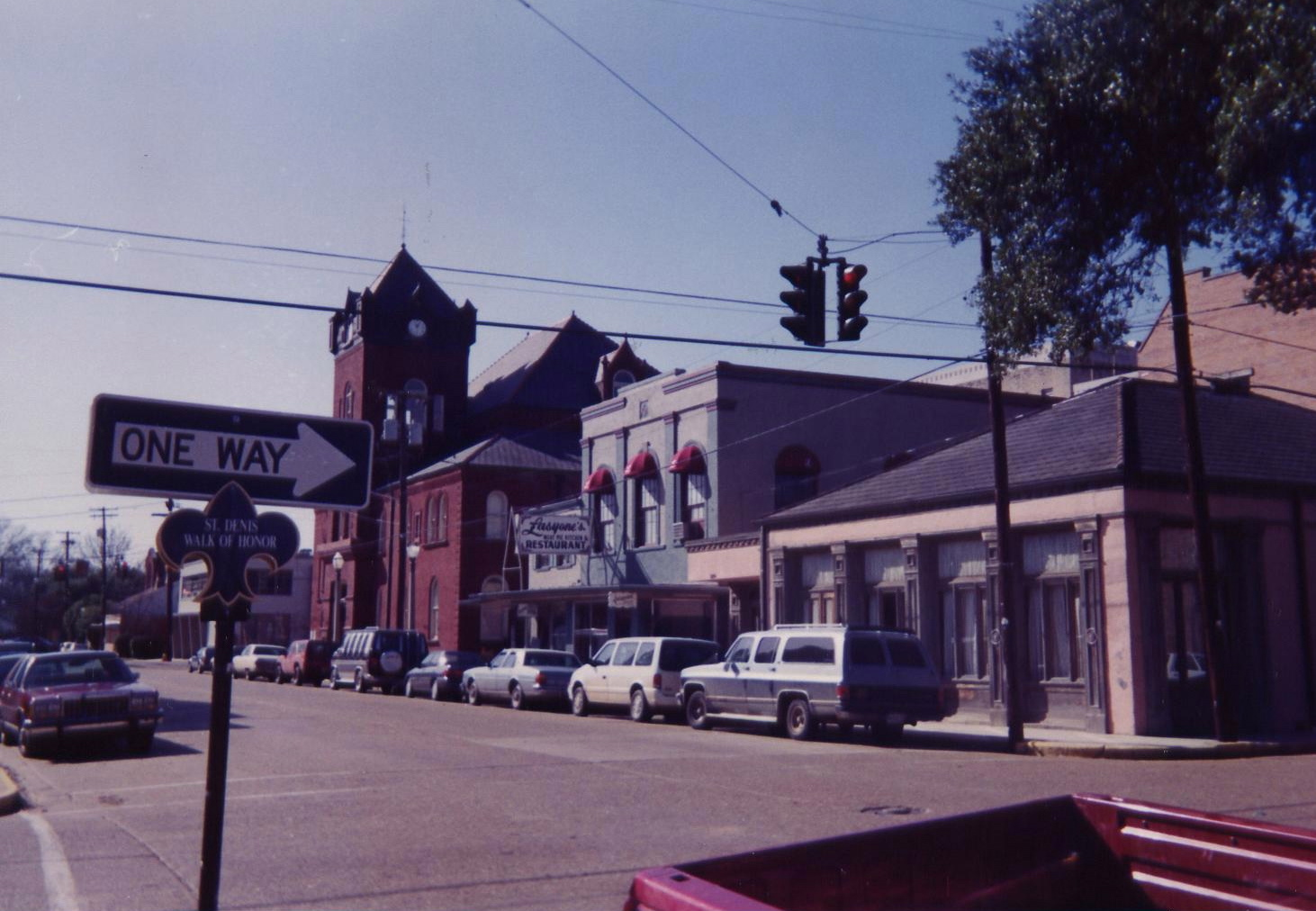
Natchitoches – Stare Miasto

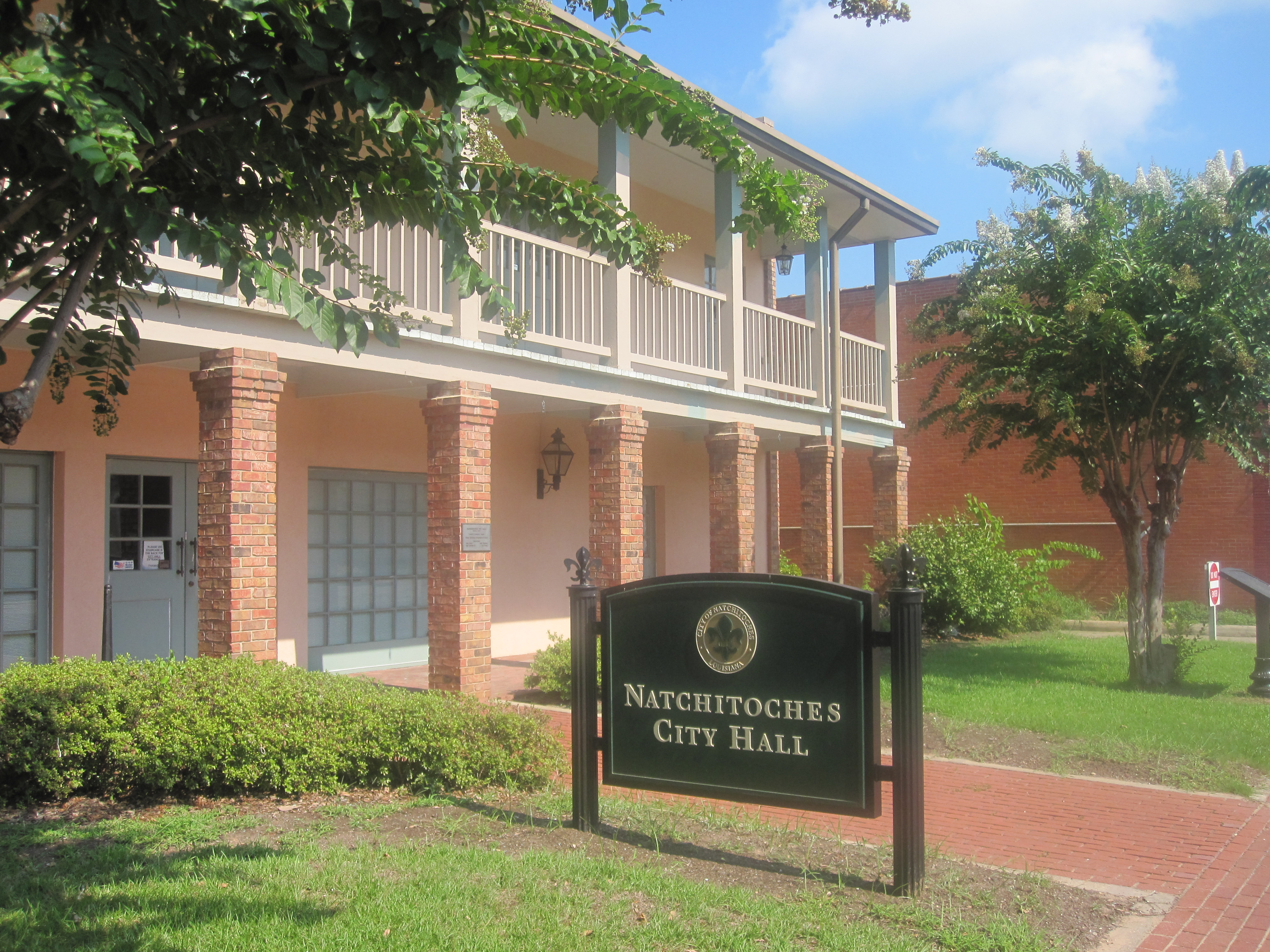
Natchotoches – Urząd Miasta

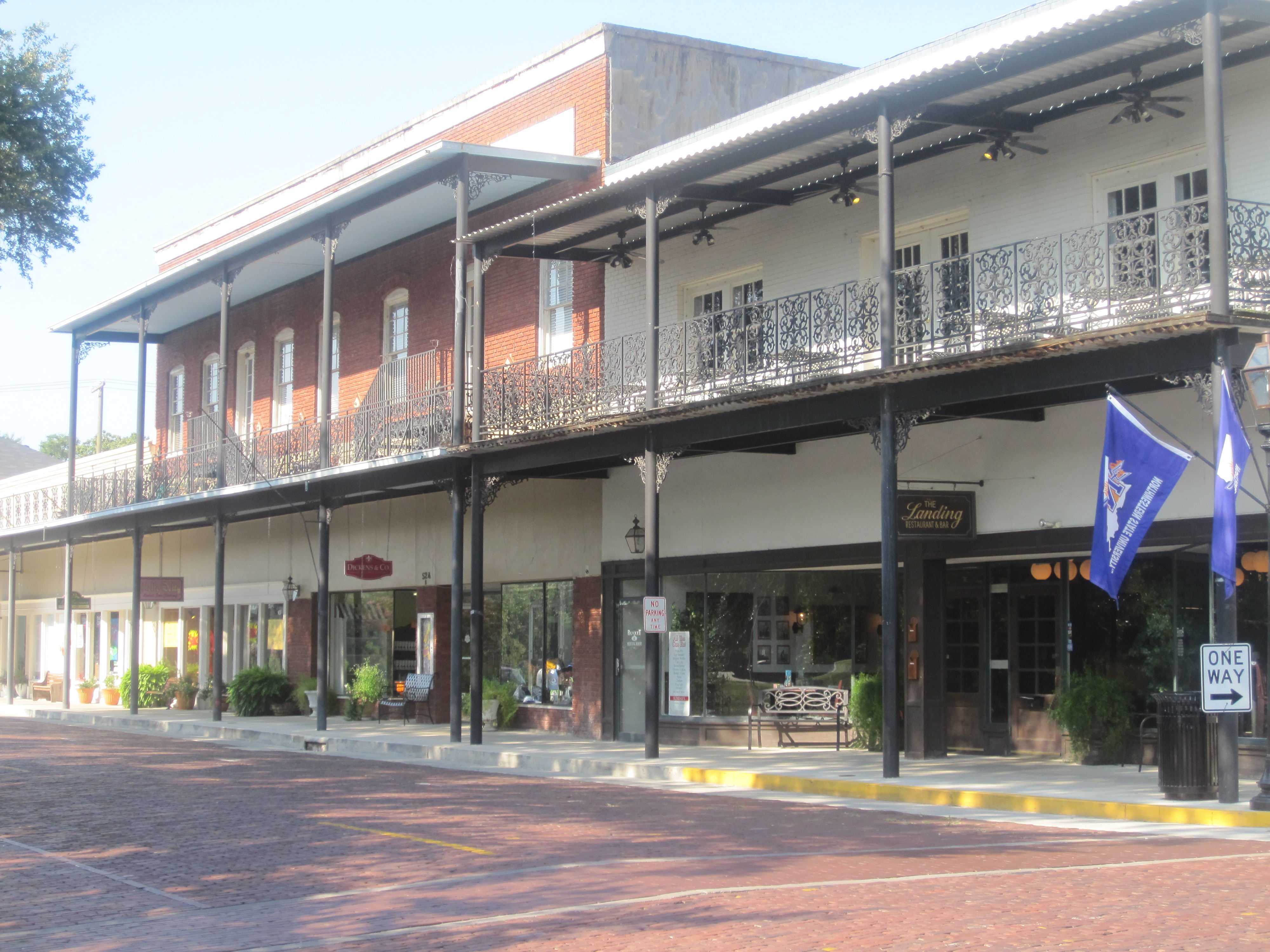
Natchitoches - Śródmieście z zabytkowymi budynkami z cegły

Natchitoches – miasto w południowej części Stanów Zjednoczonych, w stanie Luizjana. Siedziba parafii cywilnej Natchitoches. W 2013 zamieszkiwało je 18 299 mieszkańców. Założone w 1714 roku.

## Miasta partnerskie
- Nacogdoches  Teksas

## Ludzie związani z Natchitoches
- Joanna Cassidy – aktorka
- Kate Chopin – pisarka i feministka
- Joe Dumars – koszykarz
- Marques Johnson – koszykarz
- Henry Sibley – generał konfederatów